# P. R. Sreejesh
Parattu Raveendran Sreejesh (8 de mayo de 1988) es un exjugador indio de hockey sobre hierba que jugó como portero y fue capitán del equipo nacional de la India. Es ampliamente considerado como uno de los mejores porteros de su generación. Sreejesh desempeñó un papel crucial en las victorias de medalla de bronce del equipo nacional de la India en los Juegos Olímpicos de Tokio 2020 y Juegos Olímpicos de París 2024.
Ganó el FIH Player of the Year Awards (2020–21) como el mejor portero masculino. Formó parte de los equipos que ganaron la medalla de oro en los Juegos Asiáticos de 2014 y en los Juegos Asiáticos de 2022. Jugó en la Hockey India League para los Uttar Pradesh Wizards.

## Primeros años
Sreejesh nació el 8 de mayo de 1988 en Kizhakkambalam, un suburbio de Kochi en el estado de Kerala, hijo de P. V. Raveendran y Usha, una familia de agricultores. Completó su educación primaria en la Escuela Primaria St. Antony's en Kizhakkambalam y estudió hasta el sexto estándar en la Escuela Secundaria St. Joseph's en Kizhakkambalam. Su hermano Sreejith vive en Canadá.
De niño, entrenó como velocista, antes de pasar al salto de longitud y al voleibol. A los 12 años, se unió a la Escuela de Deportes GV Raja en Thiruvananthapuram. Fue allí donde su entrenador le sugirió que se dedicara a la portería. Se convirtió en profesional tras ser seleccionado por el entrenador de hockey Jayakumar en la escuela, después de lo cual jugó en la escuela antes de participar en la Copa Nehru. Completó su graduación en Historia en el Sree Narayana College, Chempazhanthy, Kerala.
En 2017, el Gobierno de India le otorgó la cuarta mayor distinción civil Padma Shri por su trabajo en el campo del deporte.

## Carrera

### Carrera internacional
Sreejesh integró el equipo nacional júnior en 2004, en un partido contra Australia en Perth. Hizo su debut en el equipo nacional sénior en 2006, en los Juegos del Sur de Asia en Colombo. Tras la victoria de India en la Copa Asia Junior de 2008, recibió el premio al 'Mejor Guardameta del Torneo'. Aunque fue parte del equipo indio durante seis años, a menudo perdió su lugar frente a los porteros sénior Adrian D'Souza y Bharat Chettri, ha sido un miembro regular desde 2011, después de salvar dos penales en la Final del Trofeo de Campeones Asiáticos en Ordos City, China, contra Pakistán, una actuación que fue decisiva para el partido. Su segundo premio como 'Mejor Guardameta del Torneo' lo recibió en la Copa de Asia 2013, con India terminando en segundo lugar en el torneo.
Sreejesh también jugó para India en los Juegos Olímpicos de 2012 en Londres, y luego en la Copa del Mundo de 2014. En los Juegos Asiáticos de 2014 en Incheon, Corea del Sur, fue una figura clave en la victoria de India por la medalla de oro, cuando salvó dos penales contra Pakistán en la final. En la Champions Trophy de 2014 y la Champions Trophy de 2018, fue adjudicado como el "Mejor Guardameta del Torneo". Tras actuaciones impresionantes en 2014, fue nominado para el premio al Mejor Guardameta Masculino; eventualmente perdió ante Jaap Stockmann de Países Bajos. Fue el capitán del equipo que ganó la medalla de plata en la Champions Trophy de 2016 celebrada en Londres.
El 13 de julio de 2016, Sreejesh asumió el cargo de capitán del equipo de hockey de India de Sardar Singh.
En los Juegos Olímpicos de 2016 en Río, Sreejesh lideró al equipo de hockey de India hasta los cuartos de final del torneo.
En los Juegos Olímpicos de Tokio 2020, el 5 de agosto de 2021, Sreejesh jugó un papel clave en la victoria contra Alemania para conseguir la medalla de bronce para India, la primera medalla olímpica en hockey en 41 años para el país.
Sreejesh formó parte del equipo que ganó la medalla de plata en los Juegos de la Commonwealth de 2022, del equipo ganador de la Trophy de Hockey de Asia 2023, y del equipo indio que ganó la medalla de oro en los Juegos Asiáticos de 2022.

### Carrera en clubes
En la subasta de la primera temporada de la Hockey India League, Sreejesh fue comprado por la franquicia de Mumbai por US$38,000. Jugó dos temporadas para su equipo, Mumbai Magicians. En 2014, fue comprado por Uttar Pradesh Wizards por US$69,000 y, desde la temporada 2015, ha estado jugando para ellos. PR Sreejesh se convirtió en el segundo indio en ganar el premio "Atleta del Año Mundial" después de Rani Rampal.

## Vida personal
Sreejesh se casó con su novia de mucho tiempo, Aneeshya, una ex saltadora de longitud y doctora en Ayurveda. Tienen una hija, Anusree (nacida en 2014). Su hijo, Sreeansh, nació en 2017. Actualmente, trabaja como Director Adjunto (Organizador Jefe de Deportes) en el Gobierno de Kerala's Departamento de Educación General y Superior. Sreejesh es miembro del Rotary Club de Kizhakkambalam.

## Premios
- 2017 – Padma Shri, el cuarto mayor premio civil en India.[10][11]
- 2021 – Khel Ratna Award, el mayor honor deportivo de la India.[25]
- 2022 – Atleta del Año de los Juegos Mundiales 2021.[26]